# 下田メディカルセンター
下田メディカルセンター（しもだメディカルセンター）は、静岡県下田市にある公立病院。賀茂医療圏唯一の公立病院であり、中核的な役割を担う。下田市、東伊豆町、河津町、南伊豆町、松崎町および西伊豆町による一部事務組合下田メディカルセンターが設置する。

## 沿革
前身は1923年（大正12年）に南伊豆町湊に設立された湊海軍病院である。終戦後、厚生省に移管され、1947年（昭和22年）には国立療養所湊病院に転換された。1967年（昭和42年）、再度国立病院に転換され国立湊病院となる。1986年（昭和61年）に打ち出された国立病院の再編成計画を受けて協議が行われ、1997年（平成9年）10月に下田市と賀茂郡6町村による共立湊病院組合に移譲、共立湊病院として開院した。運営は地域医療振興協会に委託した。
建物が老朽化したことから2003年より建て替えの検討が行われた。下田市は2005年10月に下田南高校跡地への移転を提案したが、南伊豆町は移転せずに建て替えることを主張して構想は難航した。2008年に第三者機関で検討を行い、下田市への移転を決定、2012年（平成24年）5月に下田メディカルセンターが開院した。また、移転跡地に医療機関を確保したい南伊豆町の意向を受けて、同5月に下田メディカルセンター附属みなとクリニックが新設された。
建て替えの議論に並行して、指定管理者となっていた地域医療振興協会は2008年2月に、医療従事者の確保が難しく経営が不可能だとして、翌年度をもって撤退する意向であることを関係市町長に伝えた。その後1年以内に建て替え構想をまとめることを条件に3年後まで運営する契約が結ばれた。2009年、医療法人社団聖勝会を2011年度以降の指定管理者とすることが決まったものの、妨害によって開院に向けた準備などができないとして4か月後に辞退した。2010年に社会医療法人ジャパンメディカルアライアンスが管理受託することが決定し、同医療法人を母体に設立された医療法人社団静岡メディカルアライアンスが2011年4月から指定管理者となった。

## 診療科目
- 内科
- 消化器内科
- 循環器内科
- 外科
- 整形外科
- 小児科
- 耳鼻咽喉科
- 婦人科
- 脳神経外科
- 泌尿器科
- リハビリテーション科
- 麻酔科
- 皮膚科

## 交通アクセス
最寄バス停は下田メディカルセンター。すべての路線を東海バス下田営業所が担当（南伊豆町自主運行路線を含む）。伊豆急行線伊豆急下田駅からバスで約4分。徒歩では約20分。
| 系統番号      | 路線名                     | 主要経由地                         | 行先                   | 備考                                                             |
| ------------- | -------------------------- | ---------------------------------- | ---------------------- | ---------------------------------------------------------------- |
| S53           | 休暇村・石廊崎線           | 広岡                               | 下田駅                 |                                                                  |
| S60・S62・S64 | 下賀茂・中木・子浦・伊浜線 | 広岡                               | 下田駅                 | S62（下田・子浦線）・S64（下田・中木線）は南伊豆町自主運行路線。 |
| S31           | 板戸一色線                 | 広岡・下田駅・柿崎・白浜海岸       | 板戸一色               | 平日・土曜昼1便のみ運行。                                        |
| S41           | 須崎・爪木崎線             | 市民文化会館前・下田駅・柿崎海岸   | 須崎海岸               | 平日朝晩3便、土日祝朝2便運行。                                   |
| S47           | 堀切線                     | 市民文化会館前・下田駅・下田中学校 | 堀切                   |                                                                  |
| S53           | 休暇村・石廊崎線           | 吉佐美・日野・石廊崎               | 石廊崎オーシャンパーク |                                                                  |
| S60           | 下賀茂・中木・子浦・伊浜線 | 吉佐美・日野・南伊豆役場前         | 下賀茂                 | 午前の便を除き、下賀茂で子浦・伊浜方面のバスに乗継可能。         |

## 関連施設
- 下田メディカルセンター附属みなとクリニック：静岡県賀茂郡南伊豆町湊674
- 介護老人保健施設なぎさ園：静岡県賀茂郡南伊豆町湊674